# Omdrejningstæller
En omdrejningstæller eller tachometer er som navnet antyder et måleinstrument, som "tæller" omdrejningerne per tidsenhed, hvilket også kaldes rotationsfrekvensen eller omdrejningsfrekvensen.
En omdrejningstæller benyttes ofte i motoriserede maskiner (fartøjer) og måler motorakslens omdrejninger per tidsenhed. Normalt benytter omdrejningstællere sig af enheden: Omdrejninger per minut. På de fleste omdrejningstællere står der dog "RPM", dette er engelsk for revolutions (el. revs) per minute, som betyder omdrejninger per minut.
Der er flere grunde til at man udstyrer en motoriseret maskine med en omdrejningstæller:
- Vise at motoren drejer rundt.
- Vise hvornår motoren kører for hurtigt rundt. Dette vises normalt med rødt. Er rotationsfrekvensen for høj, skader det motoren.
- Indikere hvornår motoren burde have den bedste energiudnyttelse.
- Indikere hvornår motoren burde have det største drejningsmoment. Det benyttes især indenfor motorsport til at få fartøjet til at accelerere hurtigst muligt.

Mange af ovenstående mål kan i dag styres elektronisk af motorens microcontroller, men det kan evt. kræve elektronisk styret gearing.
- Wikimedia Commons har flere filer relateret til Omdrejningstæller

| Artikelstump | Spire Denne artikel om måleinstrumenter er en spire som bør udbygges. Du er velkommen til at hjælpe Wikipedia ved at udvide den. |